# Municipio San Rafael de Onoto
San Rafael de Onoto es un municipio que forma parte del Estado Portuguesa, Venezuela. Tiene una superficie de 187 km² y una población de 17 623 habitantes (censo 2011). Su capital es San Rafael de Onoto. Está conformado por las parroquias Santa Fe, San Rafael de Onoto y Thermo Morles.

## Historia
El pueblo de San Rafael de Onoto fue fundado el 9 de mayo en 1726 por los frailes españoles Bartolomé de San Miguel, Salvador de Cádiz y el fraile portugués Antonio de Oporto, hecho ocurrido según lo asentado por el documentalista francés y sacerdote Luis Alfredo María Pratlong, conocido como el hermano Nectario María Pralon; todos ellos en calidad de prefectos o tutores civiles y religiosos de estos llanos. 
Para dar cumplimiento a esta labor fundacional y evangelizadora, se sirvieron de las potestades ostentadas por Juan de Cevallos, quien para ese entonces regía como alcalde ordinario de San Sebastián de los Reyes, en el actual Estado Guárico, y después de tres largos meses lograron reducir a 268 indios gentiles de las naciones Otomacos, Amaibos, Guaranaos y Guamos, con los que se logró fundar la misión de San Rafael de Onoto, de la jurisdicción de San Carlos de Austria  —actual San Carlos, Estado Cojedes—, como consta en autos del Archivo General de Indias, en Sevilla, España. Para 1758, su población era de 295 personas y para 1778 ascendía a 126 familias en 107 casas.

## Geografía
El municipio San Rafael de Onoto se encuentra ubicado al noreste de Portuguesa. Se distinguen dos regiones naturales: la montañosa al norte y la de los llanos al sur. Presenta un clima de bosque húmedo tropical a una altitud de 175 m s. n. m. con una temperatura promedio de 26,5°C y una precipitación media anual de 1196,6 mm. El río Cojedes es el principal curso de agua del municipio. Destaca la formación del embalse Las Majaguas.

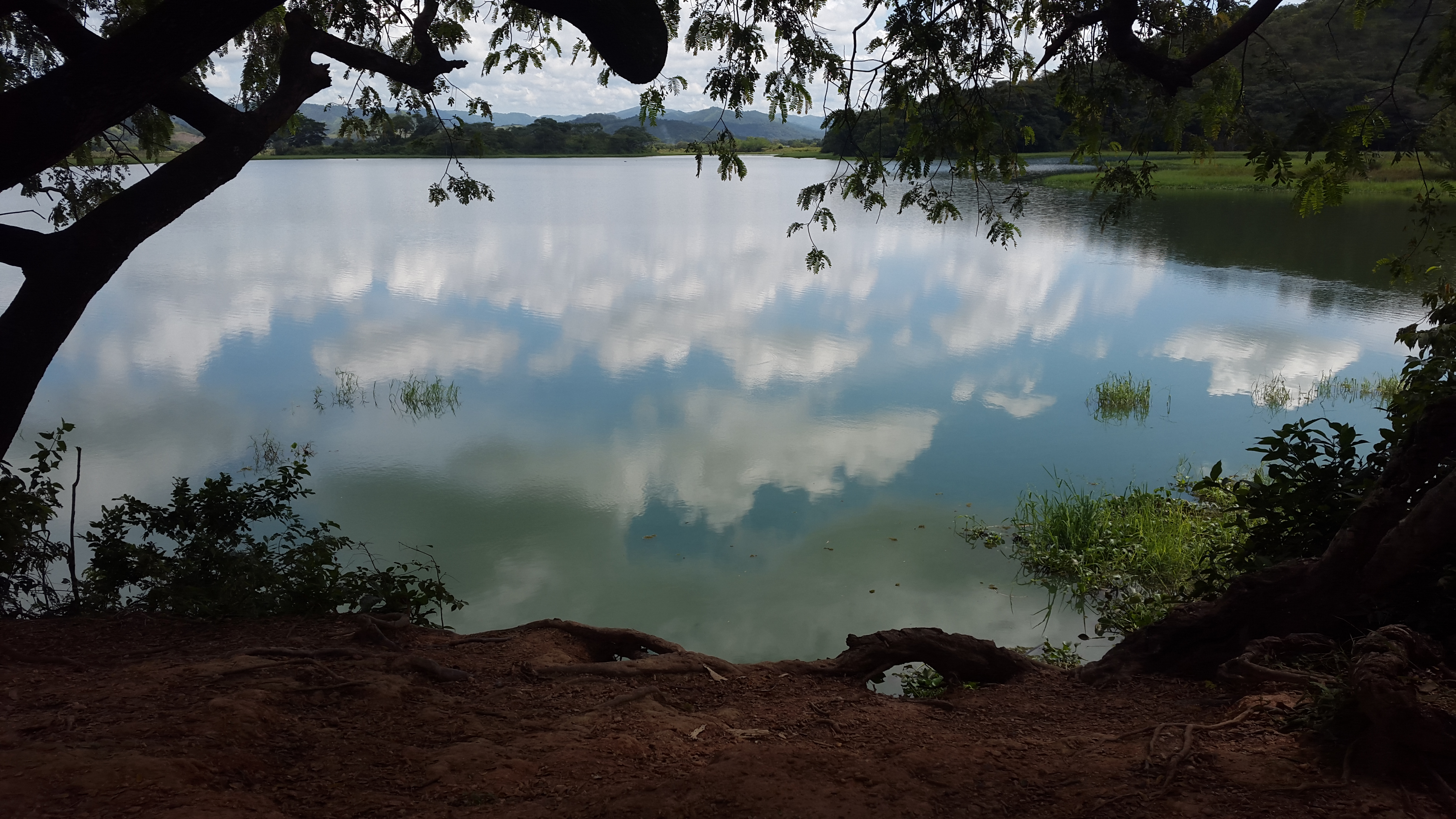
Embalse las Majaguas

### Parroquias
1. Parroquia Santa Fe
2. Parroquia San Rafael de Onoto
3. Parroquia Thermo Morles

### Comunas
1. Francisco de Miranda El Universal
2. Otilia Suarez
3. Juan del Morro
4. Las Majaguas

## Política y gobierno

### Alcaldes
| Período                            | Alcalde                     | Partido político / Alianza | % de votos | Notas |
| ---------------------------------- | --------------------------- | -------------------------- | ---------- | --- |
| 1989 - 1992                        | Pedro Eliazar “Elias” Conde | Copei                      | 47,14      | Primer alcalde bajo elecciones directas |
| 1992 - 1995                        | Fidel Morles                | AD                         | 34,17      | Segundo alcalde bajo elecciones directas |
| 1995 - 2000                        | Amado Zerpa                 | Copei                      | -          | Tercer alcalde bajo elecciones directas (se realizaron elecciones generales adelantadas en el 2000 debido a la aprobación de la Constitución de 1999) |
| 2000 - 2004                        | Tomas Pérez                 | IP                         | 40,55      | Cuarto alcalde bajo elecciones directas |
| 2004 - 2008                        | Edgar Miranda               | IP                         | 36,55      | Quinto alcalde bajo elecciones directas |
| 2008 - 2013                        | Wasim Abou'saada            | PSUV                       | 58,69      | Sexto alcalde bajo elecciones directas (se postergan 1 año las elecciones municipales pautadas para finales del 2012)                                 |
| 2013 - 2017                        | Edgar Miranda               | MUD                        | 31,53      | Séptimo alcalde bajo elecciones directas |
| 2017 - 2021                        | Kleismer Castillo           | PSUV                       | 65,36      | Octavo alcalde bajo elecciones directas |
| 2021 - 2025                        | Yasmina Harris              | PSUV                       | 50,40      | Novena alcaldesa bajo elecciones directas |
| 2025 - 2029                        | Yasmina Harris              | PSUV                       | 50,40      | Decima alcaldesa bajo elecciones directas |
| Fuente: Consejo Nacional Electoral |                             |                            |            | |

### Concejo municipal
Período 2021 - 2025
| 
| Concejales         | Partido político / Alianza |
| ------------------ | -------------------------- |
| Greyfranth Pérez   | PSUV                       |
| Maddiel Camacaro   | PSUV                       |
| Yanacelis Alvarado | PSUV                       |
| Elsa Dá Silva      | PSUV                       |
| Irma Acosta        | PSUV                       |
| Carmen Yedra       | PSUV                       |
| Luis Morales       | UP                         |

Período 2025 - 2029
| 
| Concejales     | Partido político / Alianza |
| -------------- | -------------------------- |
| Jonathan Robio | PSUV                       |
| Edgar Acosta   | PSUV                       |
| Victor Silva   | PSUV                       |
| Edipson Pérez  | PSUV                       |
| Maria Rojas    | PSUV                       |
| Mariam Orozco  | PSUV                       |
| Juan Lopéz     | UNE                        |

## Enlaces
- Portal del Municipio San Rafael de Onoto

- Datos: Q583005
- Multimedia: San Rafael de Onoto Municipality / Q583005